# 巨海鯰
巨海鯰為輻鰭魚綱鯰形目海鯰科的其中一種，分布非洲佛塔河及尼日河流域，體長可達165公分，棲息在溪流、河口區，底棲性魚類，屬肉食性，可做為食用魚。

## 擴展閱讀
維基物種上的相關：巨海鯰